# Saint-Pierre-Baptiste
Saint-Pierre-Baptiste es un municipio parroquial canadiense situado en la provincia de Quebec.

## Superficie
Saint-Pierre-Baptiste tiene una superficie de 81,77 km².

## Demografía
En 2021, tenía 560 habitantes, una densidad poblacional de 6,8 hab./km², y 318 viviendas.